# 拉沙佩勒昂热尔博
拉沙佩勒昂热尔博（法語：La Chapelle-Engerbold，法語發音：[la ʃapɛl ɑ̃ʒɛʁbo] 或 [la ʃapɛl ɑ̃ʒɛʁbɔld]）是法国卡尔瓦多斯省的一个旧市镇，属于维尔区。2016年，拉沙佩勒昂热尔博与临近的4个市镇合并为新市镇诺曼底地区孔代。

## 地理
拉沙佩勒昂热尔博（48°53'30"N, 0°36'32"W）面积4.07 平方千米，位于法国诺曼底大区卡爾瓦多斯省，该省份为法国西北部沿海省份，北濒大西洋英吉利海峡，东北与滨海塞纳省以海上边界相接，东临厄尔省，南至奧恩省，西与芒什省接壤。
与拉沙佩勒昂热尔博接壤的市镇（或旧市镇、城区）包括：蓬泰库朗、圣日耳曼迪克里尤、圣皮埃尔拉维埃耶、圣维戈尔德梅兹雷、瓦西、瓦尔达利耶尔。

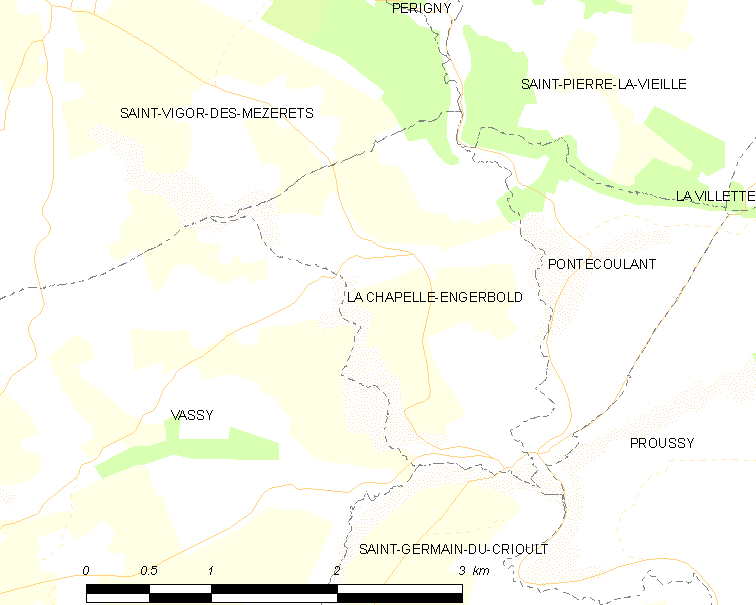
拉沙佩勒昂热尔博的OSM定位图

拉沙佩勒昂热尔博的时区为UTC+01:00、UTC+02:00（夏令时）。

## 行政
拉沙佩勒昂热尔博的邮政编码为14770，INSEE市镇编码为14152。

## 政治
拉沙佩勒昂热尔博所属的省级选区为诺曼底地区孔代县。

## 人口

1962-2008年间拉沙佩勒昂热尔博人口变化图示

拉沙佩勒昂热尔博于2018年1月1日时的人口数量为101人。